# Bündnis Kinder- und Jugendgesundheit
Das Bündnis Kinder- und Jugendgesundheit e.V. (vormals DAKJ e. V.) ist eine Vereinigung von Fachgesellschaften im Bereich der Kinder- und Jugendgesundheit in Deutschland einschließlich Kinderkrankenpflege und Elternverbände. 
Das Bündnis koordiniert gemeinsame Ziele und Aufgaben seiner Mitglieder zur bestmöglichen gesundheitlichen Versorgung von Kindern und Jugendlichen und vertritt diese Ziele insbesondere dort gegenüber Gesellschaft und Politik, wo ein gemeinsames Auftreten sinnvoll erscheint. Es setzt sich dabei u. a. für den Vorrang des Kindeswohls bei allen das Kind betreffenden Entscheidungen ein, das Recht auf freie Entwicklung, Entfaltung, Förderung und Bildung, das Recht auf Beteiligung sowie die Verpflichtung des Staates, Chancengerechtigkeit und kindgerechte Lebensbedingungen zu gewährleisten.

## Mitglieder
- Aktionskomitee Kind im Krankenhaus Bundesverband e. V. (AKIK)
- Berufsverband der Kinderkrankenpflege Deutschlands e. V. (BeKD)
- Berufsverband der Kinder- u Jugendpsychiatrie Psychosomatik und Psychotherapie Deutschland e. V. (bkjpp)
- Berufsverband der Kinder- und Jugendärzte e. V. (BVKJ)
- Bundesverband Bunter Kreis e. V.
- Deutsche Gesellschaft für Kinder- und Jugendmedizin e. V. (DGKJ)
- Deutsche Gesellschaft für Kinderchirurgie e.V. (DGKJCH)
- Deutsche Gesellschaft für Sozialpädiatrie und Jugendmedizin e. V. (DGSPJ)
- Gesellschaft der Kinderkrankenhäuser und Kinderabteilungen in Deutschland e. V. (GKinD)
- Kindernetzwerk e. V. (knw)
- Verband Leitender Kinder- und Jugendärzte und Kinderchirurgen Deutschlands (VLKKD)

Weitere Gesellschaften aus Spezialgebieten der Pädiatrie und benachbarten Fachgebieten wurden kooptiert:
- Deutsche Gesellschaft für Kinder- und Jugendpsychiatrie, Psychosomatik und Psychotherapie e. V. (DGKJP)
- Gesellschaft für Pädiatrische Radiologie e. V. (GPR)

## Kommissionen
Die Arbeit des Bündnisses KJG findet in Kommissionen statt. Zurzeit (2024) sind folgende Kommissionen aktiv:
- Ethische Fragen
- Frühe Betreuung und Kindergesundheit
- Globale Kindergesundheit
- Infektionskrankheiten und Impffragen
- Jugendmedizin
- Kinderschutz
- Personalressourcen
- Weiterbildungs- und Strukturfragen

Die Stellungnahmen und Empfehlungen der Kommissionen werden auf der Website des Bündnisses KJG sowie in pädiatrischen Fachzeitschriften (Monatsschrift Kinderheilkunde, Kinder- und Jugendarzt, Kinderärztliche Praxis) veröffentlicht.
Die Kommission Frühe Betreuung und Kindergesundheit betreut ein Informationsportal für KiTa-Mitarbeiter und Eltern.